# Lazuri de Beiuș
Lazuri de Beiuș là một xã thuộc hạt Bihor, România. Dân số thời điểm năm 2002 là 1875 người.